# ヨハン (ブラウンシュヴァイク＝リューネブルク公)
ヨハン（Johann, 1242年 - 1277年12月13日）は、ブラウンシュヴァイク＝リューネブルク公（在位：1252年 - 1269年）、リューネブルク侯（在位：1269年 - 1277年）。ブラウンシュヴァイク＝リューネブルク公オットー1世とブランデンブルク辺境伯アルブレヒト2世の娘マティルデの次男で、ヴォルフェンビュッテル侯アルブレヒト1世の弟。

## 生涯
1252年の父の死後、兄のアルブレヒト1世と共に統治していたが、1267年に所領分割を要求、1269年に分割が行われ、ヨハンは北部のリューネブルクとツェレとハノーファーを、アルブレヒト1世は南部のブラウンシュヴァイク、アインベック、グルーベンハーゲン、カレンベルク、ヴォルフェンビュッテル、ハルツ山地、ゲッティンゲンを領有する事になった。
1277年死去。遺体はリューネブルクの聖ミカエル教会に埋葬された。

## 子女
1265年、ホルシュタイン伯ゲルハルト1世の娘ルイトガルトと結婚、5人の子を儲けた。
- オットー2世（1266年 - 1330年）
- マティルデ（? - 1301年） - ヴェルレ侯ハインリヒ1世と結婚。
- エリーザベト（? - 1298年） - オルデンブルク伯ヨハン2世と結婚。
- ヘレネ（? - ?） - ヴェルニゲローデ伯コンラート3世と結婚。
- アグネス（? - 1314年） - ハドメルスレーベン伯ヴェルナー1世と結婚。

他に庶子ハインリヒ（? - 1324年）がいる。